# Francesco Bruno (tiratore)
Francesco Bruno (Foggia, 15 giugno 1978) è un tiratore a segno italiano.

## Biografia
Nato nel 1978 a Foggia, è andato a vivere in seguito a Villorba, in provincia di Treviso. Ha iniziato a praticare il tiro a segno all'età di 15 anni.
A 20 anni ha vinto 3 medaglie nelle gare juniores ai Mondiali di Barcellona 1998: un argento nella pistola 25 m a squadre, un bronzo nella pistola 50 m a squadre e un altro argento nella pistola 10 m aria compressa a squadre.
Dopo aver ottenuto un bronzo nella gara di pistola 10 m aria compressa agli Europei di Győr 2004, terminata dietro al russo Michail Nestruev e al bulgaro Tanju Kirjakov, a 26 anni ha partecipato ai Giochi olimpici di Atene 2004, sia nella pistola 10 m aria compressa sia nella pistola 50 m, arrivando rispettivamente 17º con 578 punti e 12º con 556, in entrambi i casi non qualificandosi alla finale a 8.
Nel 2005 è stato argento nella pistola 50 m agli Europei di Belgrado 2005, dietro al russo Boris Kokorev e oro nella pistola 10 m aria compressa ai Giochi del Mediterraneo di Almería.
Ai Mondiali di Zagabria 2006 ha vinto un bronzo nella pistola 50 m a squadre, chiudendo dietro a Cina e Russia e l'anno successivo bronzo nella pistola 50 m agli Europei di Granada 2007 dove ha terminato dietro a Tanju Kirjakov e al russo Vladimir Gončarov.
A 30 anni ha preso parte alle sue seconde Olimpiadi, quelle di Pechino 2008, soltanto nella pistola 50 m, arrivando 19º con il punteggio di 554, non riuscendo ad arrivare in finale.
4 anni dopo ha partecipato per la terza volta ai Giochi, a Londra 2012, come ad Atene ancora in entrambe le gare di pistola 10 m aria compressa e pistola 50 m, chiudendo rispettivamente 29º con 574 punti e 24º con 553, non qualificandosi in nessuno dei due casi alla finale.
L'anno successivo è stato argento nella pistola 50 m ai Giochi del Mediterraneo di Mersin 2013, terminando dietro al turco Yusuf Dikeç, e oro agli Europei di Osijek 2013 nella pistola 50 m a squadre.
Nel 2015 ha vinto un argento nella pistola 50 m agli Europei di Maribor 2015, arrivando dietro al portoghese João Costa.

## Palmarès

### Campionati mondiali
- 1 medaglia:
  - 1 bronzo (Pistola 50 m a squadre a Zagabria 2006)

### Campionati europei
- 5 medaglie:
  - 1 oro (Pistola 50 m a squadre a Osijek 2013)
  - 2 argenti (Pistola 50 m a Belgrado 2005, pistola 50 m a Maribor 2015)
  - 2 bronzi (Pistola 10 m aria compressa a Győr 2004, pistola 50 m a Granada 2007)

### Giochi del Mediterraneo
- 2 medaglie:
  - 1 oro (Pistola 10 m aria compressa ad Almería 2005)
  - 1 argento (Pistola 50 m a Mersin 2013)